# Velleio Patercolo
Marco o Gaio Velleio Patercolo (in latino: Marcus/Gaius Velleius Paterculus; Aeclanum o Capua, 19 a.C. circa – dopo il 30 d.C.) è stato uno storico, militare e magistrato romano, autore di un'opera intitolata Historiae Romanae ad M. Vinicium consulem libri duo.

## Biografia
Il praenomen Marcus è attestato da Prisciano; alcuni storici moderni lo identificano però con Gaio Velleio Patercolo, il cui nome appare su una pietra miliare africana.
Di origine campana, probabilmente vide i natali ad Aeclanum o a Capua in quanto discendente diretto - per parte materna - di Decio Magio, sannita, esponente di punta del partito fedele a Roma quando Capua passò ad Annibale e perciò inviato come ostaggio a Cartagine. Altro antenato fu Minato Magio, filoromano durante la guerra sociale (99 a.C. - 91 a.C.), che partecipò agli assedi di Ercolano e Pompei con un contingente di Irpini, riuscendo per queste benemerenze a far iscrivere la sua gente alla ben più illustre tribù Cornelia anziché alla tribù Galeria come il resto del territorio.
Il nonno paterno, Gaio Velleio Patercolo, fu scelto alla posizione più eminente tra i iudices delle quaestiones perpetuae da Gneo Pompeo Magno e fu praefectus fabrum con lo stesso Pompeo, Marco Bruto e Tiberio Claudio Nerone: aiutò, dando la vita, quest'ultimo, padre del futuro imperatore Tiberio, e la moglie Livia Drusilla durante la loro fuga. Il padre di Velleio era stato magister equitum in Germania forse come predecessore del figlio, mentre lo zio paterno, Capitone, aiutò Marco Vipsanio Agrippa a condannare in contumacia, in base alla lex Pedia, il cesaricida Gaio Cassio Longino, impegnato in Oriente.
Velleio prestò servizio in Tracia e Macedonia come tribunus militum sotto Publio Vinicio e Publio Silio negli anni attorno all'anno 1, assistendo all'incontro sull'Eufrate tra Gaio Cesare e Fraate V di Partia e in seguito visitando gran parte dell'Oriente. Dal 4 al 6 fu inviato in Germania con Tiberio, forse succedendo al padre nella carica di magister equitum. Nel 6-7, durante la sua questura, per rimanere con il suo comandante - come egli stesso racconta - rinunciò persino a diventare governatore di una ignota provincia romana, e, inviato in Pannonia come legatus alla guida di rinforzi a Tiberio, impegnato a sedare la rivolta, rimase al suo fianco fino al 12. Nel 12, assieme al fratello Magio Celere Velleiano, anch'egli adiutor e legatus di Tiberio nella guerra in Dalmazia, partecipò inter praecipuos praecipuisque donis adornatos viros al trionfo di Tiberio per le vittorie sui Pannoni e sui Dalmati.
Dal 14, quando Tiberio, appena succeduto al defunto padre adottivo Augusto, lo fa eleggere insieme al fratello alla pretura come proprio candidato, non si hanno più notizie: tutto ciò che si sa è la stesura della sua opera storica tra 29 e 30. Dopo il 30 Velleio scompare nuovamente dalle cronache e se ne perdono le tracce definitivamente, senza che nessuno storico e nessun autore contemporaneo o di poco successivo lo citi.
Le ipotesi che si possono proporre per questa scomparsa di Velleio sono molteplici ma due sembrano essere più plausibili: la morte relativamente precoce (attorno ai cinquant'anni); oppure un suo declino connesso con la caduta e morte nel 31 di Seiano, molto lodato da Velleio. Non pare peregrino ipotizzare dunque che lo storico, sebbene forse non sostenitore di per sé di Seiano, sia rimasto coinvolto, per l'eccessivo zelo mostrato nei suoi elogi, nella caduta del prefetto o almeno che, prudentemente, si sia limitato a condurre una vita ritirata di storico e letterato.

## Storia Romana

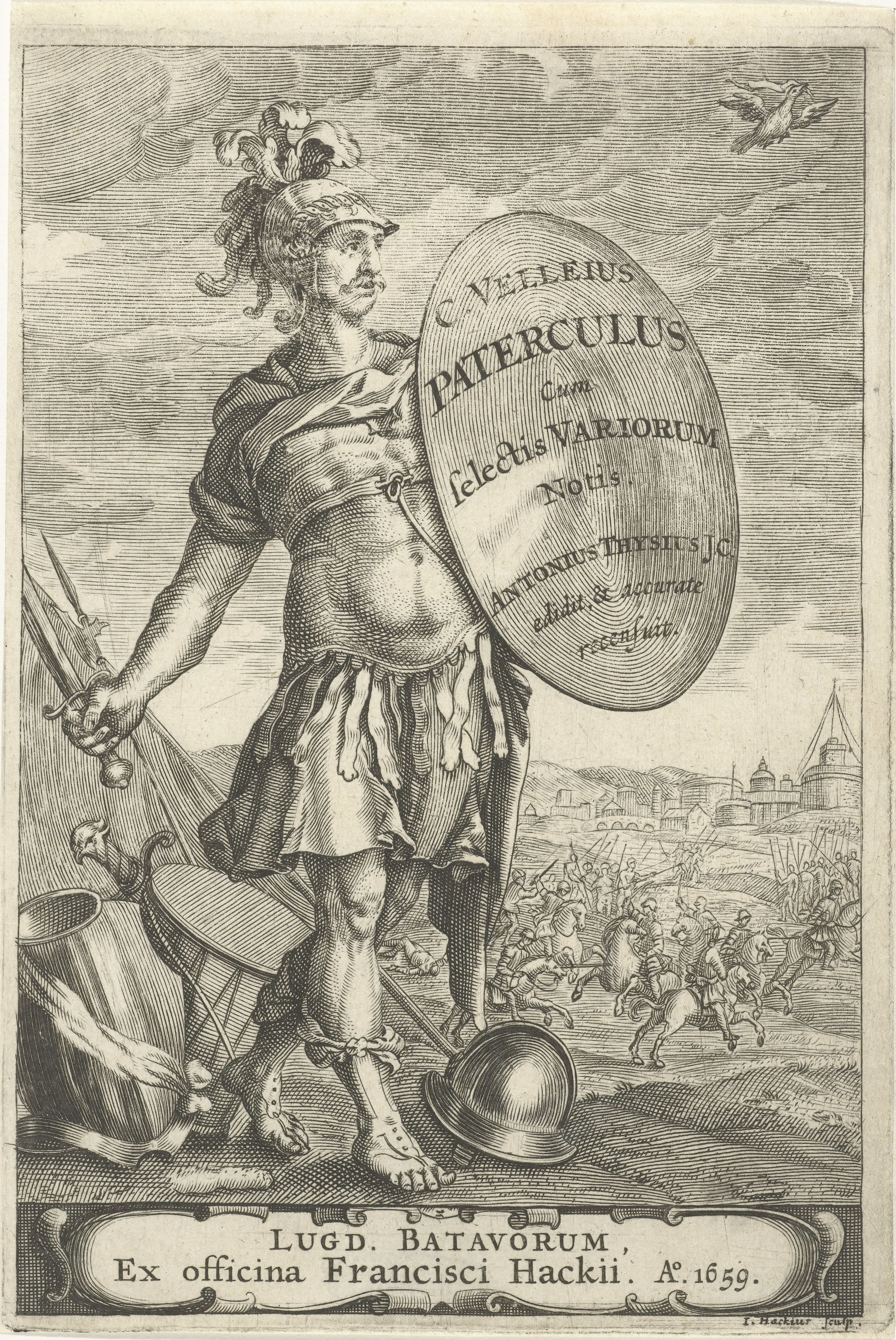
C. Velleius Paterculus Cum Selectis Variorum Notis, Leida, F. Hackius, 1659.

Nel 30, pubblicò la sua Storia romana (Historiae Romanae ad M. Vinicium consulem libri duo) dedicata a Marco Vinicio, console in quell'anno. Velleio conosceva bene Vinicio anche perché, con il grado di tribunus militum, nell'1 d.C. aveva operato agli ordini di suo padre Publio Vinicio in Oriente e forse aveva dovuto la questura, e quindi l'ingresso in senato, all'influenza di suo nonno Marco Vinicio. La nomina di Vinicio a console dovette essere piuttosto repentina o inaspettata, e quindi Velleio fu probabilmente costretto a pubblicare la sua opera con dedica scritta ancora in modo sbrigativo e mancante di molti particolari. Lo stesso Velleio ci informa che il suo lavoro sarebbe continuato in modo più approfondito, ma questa revisione o non è stata pubblicata o non si è conservata.

## Riscoperta e giudizi
La sua opera fu rinvenuta nel 1515 nell'abbazia alsaziana di Murbach, dove Beatus Rhenanus, nome umanistico di Beat Bild, ne ritrovò i manoscritti, curando poi nel 1520 un'edizione approssimativa uscita a Basilea. Tuttavia «la fonte più autorevole per la critica del testo velleiano è costituita dalla copia dell'editio princeps in cui Alberto Burer, amanuense del Renano, inserì alla fine un'appendice di correzioni desunte da una sua più esatta collazione del codice Murbacensis, ora perduto».
Per l'impianto stesso della sua opera storica, tesa a difendere lo status quo (praticamente tutti i riformatori sono visti come delinquenziali sollevatori del popolo — ad esempio i Gracchi — mentre i personaggi legati alle istituzioni — come Pompeo o Seiano — sono descritti come probi e disinteressati cittadini), al conformista nome di Velleio Patercolo è stato dal Codacons intitolato un ironico "Premio di giornalismo a chi durante l'anno si è distinto in modo eccellente per servilismo al potere governativo o economico fornendo notizie false ai lettori".
La storiografia non è, però, unanime nel giudizio. Il nodo sta nel fatto che la valutazione totalmente negativa deriva dalla convinzione che quella di Velleio fosse solo adulazione nei confronti di Tiberio. In realtà, molti entusiasmi e molti riferimenti poco obiettivi sono da ascriversi al fatto che Patercolo era stato per molti anni soldato, e Tiberio, suo comandante, l'aveva infine anche fatto eleggere alla pretura. Si è riconosciuta, inoltre, una humanitas non comune, evidente soprattutto nel modo di tratteggiare i personaggi. Infine, l'opera di A. J. Woodman in particolare ha indagato come l'opera di Velleio si inserisca in filoni di letteratura biografica e storiografica comunemente non riconosciuti come adulatori, puntando quindi ad una riconsiderazione complessiva dell'atteggiamento storico e ideologico di Velleio.